# Francesco De Lazara
Francesco De Lazara (Padova, 25 agosto 1805 – Padova, 15 novembre 1866) è stato un nobile e politico italiano, ultimo podestà di Padova sotto la dominazione austriaca.

## Biografia
Nato a Padova da una famiglia di nobili, aveva il titolo nobiliare di conte. È ricordato per essere stato l'ultimo podestà di Padova sotto la dominazione austriaca. Morì circa un mese dopo il Plebiscito del Veneto del 1866 che sancì l'annessione al Regno d'Italia del Veneto.